# Berijpt reprosteeltje
Het berijpt reprosteeltje (Mycobernardia incrustans) is een schimmel behorend tot de familie Corticiaceae. Het leeft saprotroof op hout.

## Verspreiding
Het komt voor in Europa en Noord-Amerika. In Nederland komt het zeldzaam voor. Het staat niet op de rode lijst en is niet bedreigd.